# Торп, Джоселин Филд
Сэр Джоселин Филд Торп (англ. Jocelyn Field Thorpe;1 декабря 1872 — 10 июня 1940) — британский химик, внёсший значительный вклад в органическую химию, включая эффект Торпа-Ингольда и три именные реакции, член Лондонского королевского общества.

## Ранняя жизнь и образование
Торп родился в Клэпхеме, Лондон, 1 декабря 1872 года, один из девяти детей и шестой сын мистера и миссис У. Г. Торп из Миддл-Темпла. Он учился в колледже Уортинг, а затем с 1888 по 1890 год изучал инженерное дело в Королевском колледже в Лондоне. Затем он перешел в Королевский научный колледж с 1890 по 1892 год, чтобы изучать химию. Он получил степень доктора философии по органической химии под руководством Карла фон Оверса в Гейдельбергском университете в 1895 году. В 1895 году он поступил в Колледж Оуэнса в Манчестере (он стал частью Манчестерского университета в 1904 году), начав в качестве ассистента У. Г. Перкин-младший, ставший преподавателем в 1896 году и старшим преподавателем в 1908 году. В том же году он был избран в ФРС и получил стипендию Сорби Лондонского Королевского общества для обучения в Шеффилде.

## Карьера и исследования
В 1908 году он перешел в Шеффилдский университет на постоянную исследовательскую работу, а в 1913 году подал заявку на кафедру органической химии в Имперском колледже и был удостоен этой должности, которую он занимал до 1939 года. Предыдущим исполняющим обязанности был Томас Эдвард Торп — хотя они не были родственниками, его отец был близким другом Т. Э. Торпа, и именно последний убедил его перейти с инженерного дела на химию в своей студенческой карьере. Хотя некролог Ингольда[1] хорошо описывает научную работу Торпа, в нем отсутствуют ссылки; Патрик Линстед действительно дает некоторые ссылки и поэтому является лучшим источником для карьеры Торпа в области химических исследований.
С Уильямом Г. Перкином-младшим в Манчестере он работал в основном над терпенами (основными компонентами многих эфирных масел), в частности над камфорой и ее производными. В Имперском колледже с 1913 года он приступил к столь необходимой реорганизации кафедры органической химии. С началом Первой Мировой войны в 1914 году он с головой ушел в военную работу и проявил себя творческим администратором, в частности, в комитетах по химической обороне и окопной войне, а в 1916—1922 годах он входил в Консультативный совет при недавно созданном и весьма влиятельном департаменте научных и промышленных исследований. Его исследования во время войны были тесно связаны с разработкой слезоточивых и обезболивающих средств, таких как фенацетин и новокаин.
После войны он оставался во многих комитетах и часто консультировался с правительственными и промышленными органами. Его ведомственная реорганизация продолжалась, но в этот послевоенный период было проведено много его лучших исследований. Вместе с Кристофером Келком Ингольдом, который был лаборантом на химическом факультете с 1920 по 1924 год, Торп работал над «валентным отклонением» (иногда называемым эффектом Торпа — Ингольда). Это вытекает из наблюдения, что увеличение размера двух заместителей в тетраэдрически связанном атоме углерода приводит к более высоким скоростям внутримолекулярной реакции между частями двух других заместителей.
Три органические реакции носят его имя. Реакция Торпа — это химическая реакция, описываемая как самоконденсация алифатических нитрилов, катализируемая основанием с образованием енаминов. Реакция Торпа-Циглера представляет собой внутримолекулярную модификацию с динитрилом в качестве реагента и циклическим кетоном после кислотного гидролиза. В конденсации Гуарески-Торпа пиразолон реагирует с 1,3-дикетоном до 2-пиридона.

## Публикации
Торп написал много статей, особенно в журнале «Труды химического общества»; некоторые из них цитируются Линстедом. Он также написал три книги. Все они доступны в Британской библиотеке:
- Дж. C. Кейн и Дж. Ф. Торп, Синтетические красители и промежуточные продукты, из которых они получены (1905);
- С. К. Ингольд и Дж. Ф. Торп, Синтетические красящие вещества — кубовые красители (1923);
- Дж. Ф. Торп и М. Уайтли, Учебное пособие для студентов по органическому химическому анализу (1925).

В последние годы он был частично редактором нескольких томов Словаря прикладной химии Т. Т. Торпа.

## Награды и звания
Торп стал членом Лондонского королевского общества в 1908 году, был удостоен звания Командора Ордена Британской империи в 1917 году и в том же году был награждён Орденом Почётного легиона. В 1921 году он стал вице-президентом Королевского Химического общества и был награжден медалью Лонгстаффа. в 1917 году. В 1922 году он получил медаль Дэви Лондонского Королевского общества. Он был президентом Королевского химического общества с 1928 по 1931 год и был посвящен в рыцари в 1939.

## Личность
Кон вспоминал Торпа как веселого и полного идей, никогда не бывавшего счастливее, чем во время работы в лаборатории, что он обычно делал в рубашке с короткими рукавами без какой-либо защитной одежды (на знаменитой фотографии он курит сигару — он любил сигареты и сигары), глядя в пробирку. Кон, Линстед и Армстронг отмечают его доброту и человечность по отношению к другим. Его карьеру хорошо поддерживала жена, урожденная Лилиан Бриггс, на которой он женился в 1902 году.